# D'Autray
D’Autray (AFI: [dotre]) es un municipio regional de condado (MRC) de la provincia de Quebec en Canadá. Este MRC está ubicado en la región de Lanaudière. La capital es Berthierville aunque la ciudad más poblada es Lavaltrie.

## Geografía

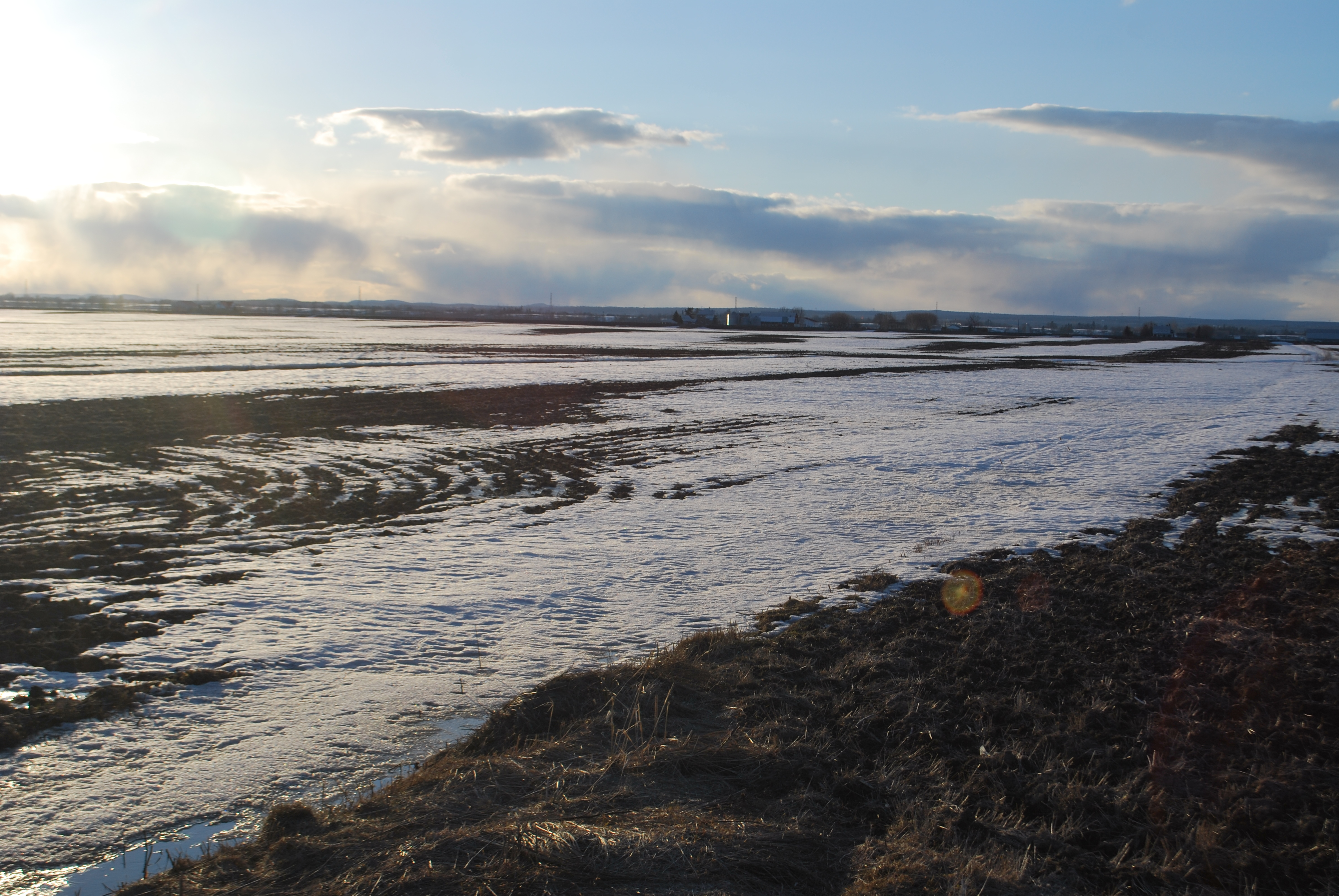
Campo en Saint-Cuthbert

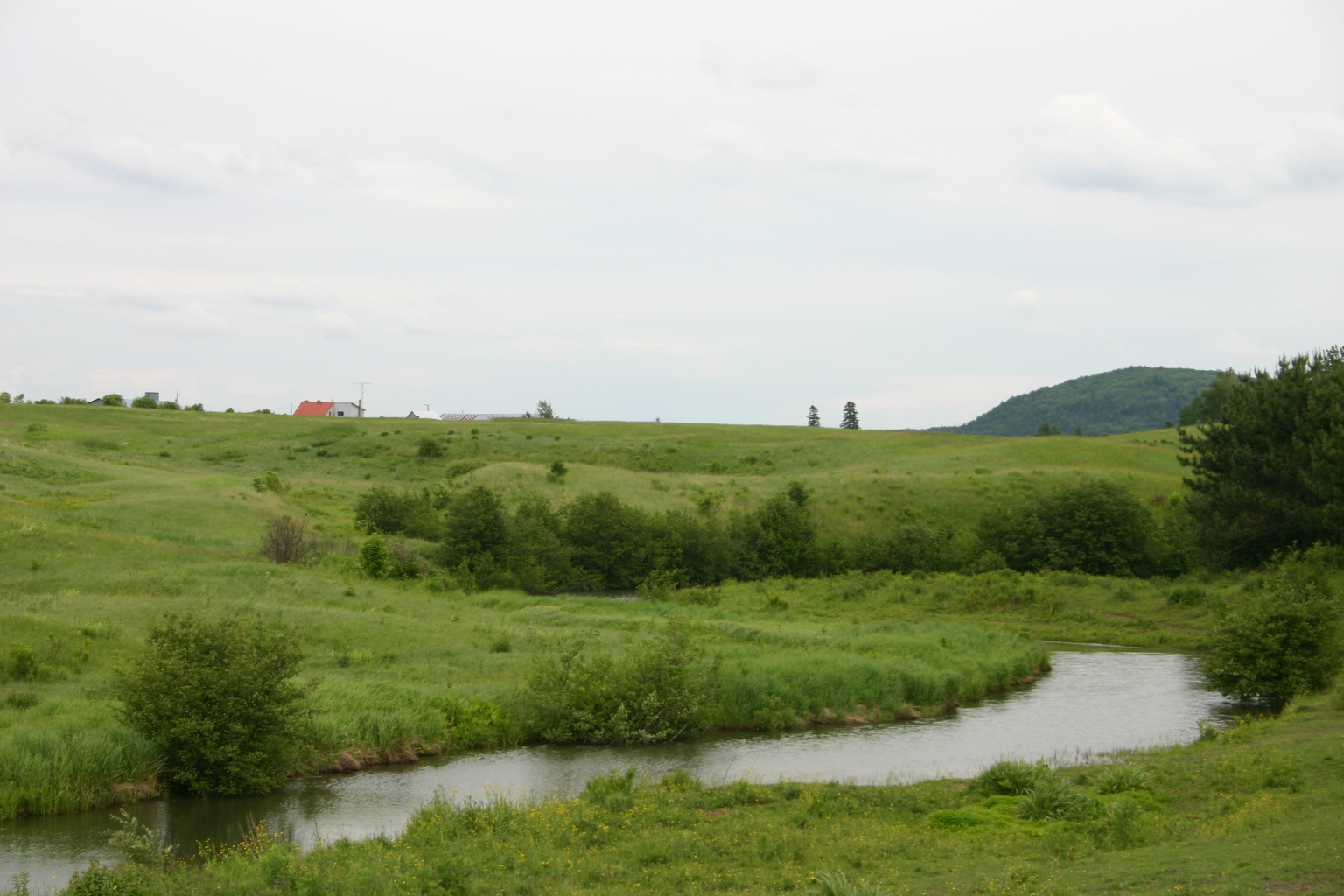
Pequeño río Mandeville

El municipio regional del condado D’Autray está ubicado por la orilla norte del río San Lorenzo y el lago Saint-Pierre. Los MRC limítrofes son L’Assomption al suroeste, Joliette al oeste, Matawinie al noroeste y Maskinongé al noreste. El MRC está ubicado en tres regiones naturales que son la planicie del San Lorenzo, el macizo de Laurentides al norte así como las islas de Berthier en el río.

## Historia

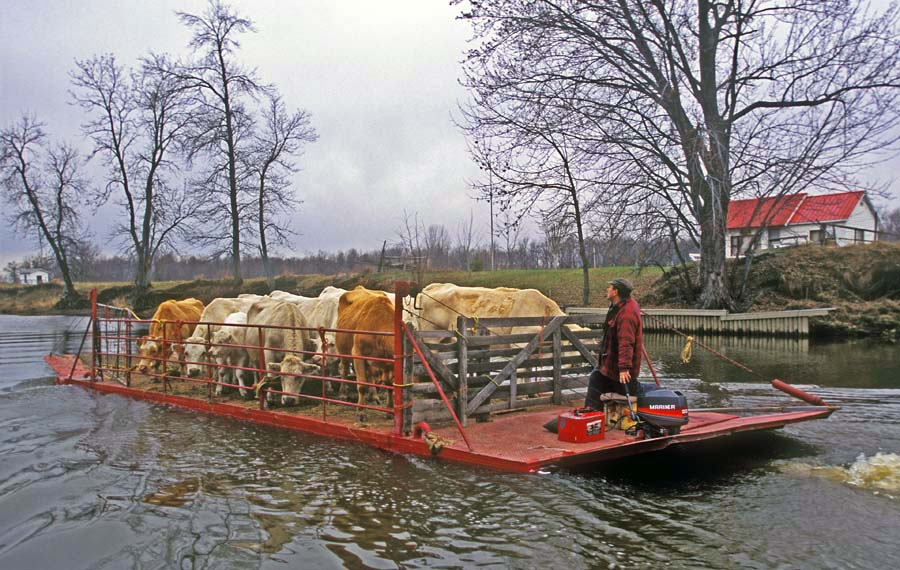
La Visitation-de-l'Île-Dupas

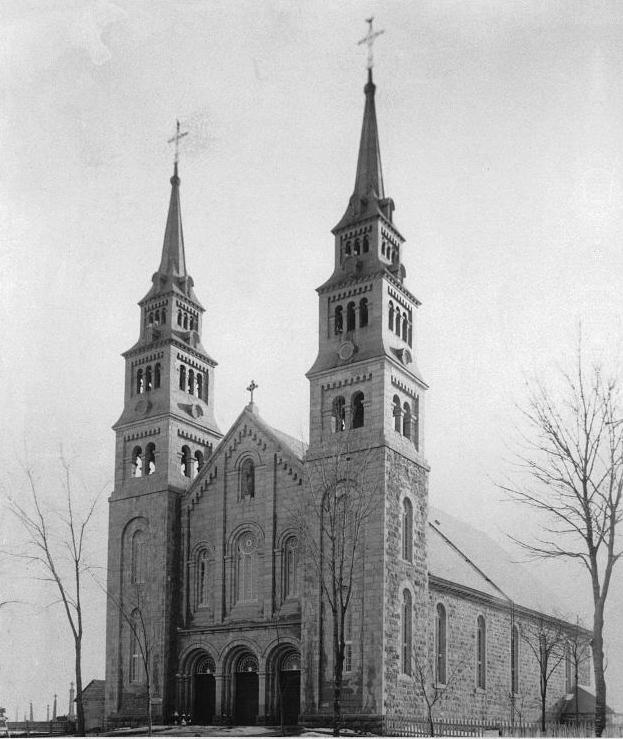
Iglesia Saint-Cuthbert hacia 1890

El topónimo del MRC viene del nombre de Jacques Bourdon d'Autray (1652-1688), oficial de marina, explorador y señor del señorío d'Autray, también llamado Lanoraie. El MRC fue creado en 1982 a partir del antiguo condado de Berthier y de partes de territorio de los condados de Joliette y de Maskinongé.

## Política
El MRC hace parte de las circunscripciones electorales de Berthier a nivel provincial y de Berthier-Maskinongé a nivel federal.

## Población
Según el Censo de Canadá de 2011, había 41 650 personas residiendo en este MRC con una densidad de población de 33,4 hab./km². La población aumentó de 3,3 % entre 2006 y 2011. El número de inmuebles particulares ocupados por residentes habituales resultó de 17 490 a los cuales se suman 2434 otros que son en gran parte segundas residencias.

## Economía
La economía regional es basada sobre la agricultura y la industria de transformación, especialmente la alimentación, el vestido, el mueble y la maquinaria.

## Componentes
Hay 15 municipios en el territorio del MRC.
| Código | Nombre                       | Tipo      | Fecha de constitución | Área total (km²) | Área agua (km²) | Área tierra (km²) | Población 2013 | Densidad (hab./km²) |
| ------ | ---------------------------- | --------- | --------------------- | ---------------- | --------------- | ----------------- | -------------- | ------------------- |
| 52007  | Lavaltrie                    | Ciudad    | 16.05.2001            | 79,50            | 10,89           | 68,61             | 13 767         | 200,7               |
| 52017  | Lanoraie                     | Municipio | 06.12.2000            | 115,43           | 12,61           | 102,82            | 4641           | 45,1                |
| 52030  | Saint-Élisabeth              | Municipio | 01.07.1855            | 83,16            | 0,16            | 83,00             | 1530           | 18,4                |
| 52035  | Berthierville                | Ciudad    | 14.04.1852            | 7,22             | 0,37            | 6,85              | 4215           | 615,3               |
| 52040  | Sainte-Geneviève-de-Berthier | Municipio | 01.07.1855            | 73,13            | 5,56            | 67,57             | 2437           | 36,1                |
| 52045  | Saint-Ignace-de-Loyola       | Municipio | 11.02.1897            | 72,76            | 40,86           | 31,90             | 2134           | 66,9                |
| 52050  | La Visitation-de-l'Île-Dupas | Municipio | 01.07.1855            | 37,28            | 9,37            | 27,91             | 633            | 22,7                |
| 52055  | Saint-Barthélemy             | Parroquia | 01.07.1855            | 107,28           | 1,72            | 105,56            | 1957           | 18,5                |
| 52062  | Saint-Cuthbert               | Municipio | 07.01.1998            | 131,54           | 0,73            | 130,81            | 1827           | 14,0                |
| 52070  | Saint-Norbert                | Parroquia | 01.07.1855            | 74,62            | 0,27            | 74,35             | 1057           | 14,2                |
| 52075  | Saint-Cléophas-de-Brandon    | Municipio | 07.10.1897            | 15,32            | -               | 15,32             | 270            | 17,6                |
| 52080  | Saint-Gabriel                | Ciudad    | 17.12.1897            | 12,94            | 10,10           | 2,84              | 2860           | 1007,0              |
| 52085  | Saint-Gabriel-de-Brandon     | Parroquia | 30.06.1864            | 100,50           | 1,20            | 99,30             | 2700           | 27,2                |
| 52090  | Saint-Didace                 | Parroquia | 27.08.1863            | 103,08           | 3,24            | 99,84             | 595            | 6,0                 |
| 52095  | Mandeville                   | Municipio | 20.04.1920            | 339,88           | 23,42           | 316,46            | 2095           | 6,6                 |
| 520    | D’Autray                     | MRC       | 01.01.1982            | 1354             | 121             | 1233              | 42 718         | 34,6                |